# Пендлбери, Ричард
Ричарда Пендлбери (англ. Richard Pendlebury) — британский математик, музыкант, альпинист и библиофил.

## Биография
Ричард Пендлбери родился в 1847 году в Ливерпуле. Среднее образование получил в колледже Ливерпуля. В 1866 году поступил в Кембриджский университет (колледжа Святого Иоанна), который окончил в 1870 году. С 1870 года член колледжа Святого Иоанна. В 1882 году назначен университетским преподавателем математики.
Помимо преподавания Ричард Пендлбери занимался музыкой, а также собирал ранние математические тексты и печатные музыкальные произведения и книги по музыке. Собранные им коллекции были подарены Кембриджскому университету. Математическая коллекция перешла Колледжу Святого Иоанна, а музыкальная коллекция — Музею Фицуильямса. Первый дар в Музей Фицуильямса Ричард Пендлбери осуществил в 1880 году в количестве 100 томов и впоследствии ежегодно пополнял коллекцию, всего передав около 2000 томов нот, рукописей и книг по музыке.
В дальнейшем коллекцию Ричарда Пендлбери передали из Музея Фицуильямса в библиотеку Кембриджского университета.
В 1929 году музыкальную коллекцию передали музыкальному факультету университета. Именно с этого времени стал использоваться термин «Музыкальная библиотека Пендлбери». В 1984 году для библиотеки было построено специальное здание по проекту архитектора Лесли Мартина (1908—2000), напротив здания музыкального факультета Кембриджского университета.